# ČGS Holding
ČGS Holding a.s. je česká gumárenská společnost se zaměřením na mimosilniční pláště, pryžové díly pro automobilový průmysl a speciální výrobky z technické pryže. Konsolidovaný celek zahrnuje 40 společností v Evropě a Americe, přičemž mezi nejdůležitější dceřiné společnosti patří[kdy?] pražský Mitas, či Rubena a Savatech.

## Historie

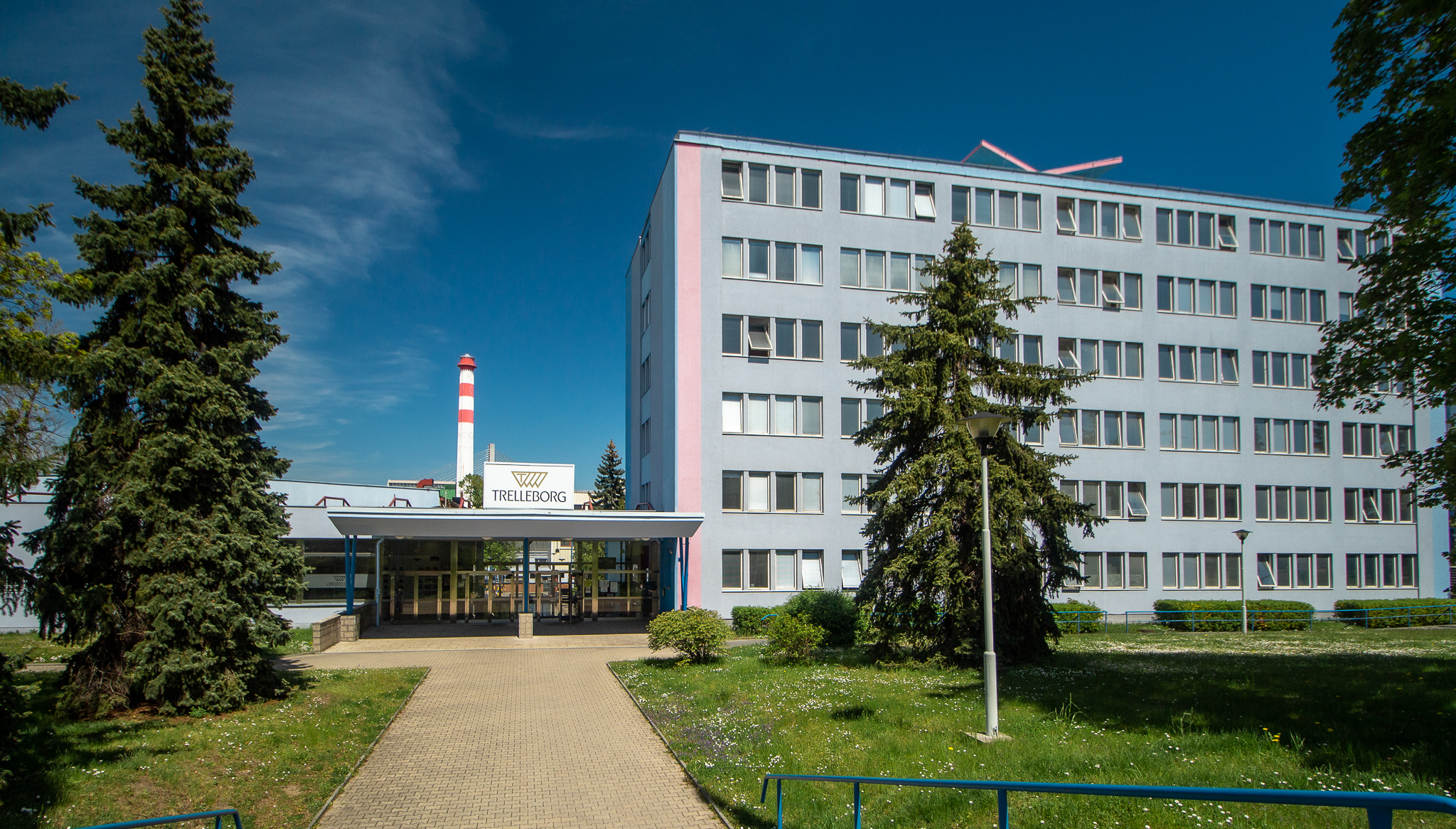
Sídlo závodu Mitas-Trelleborg v Praze-Záběhlicích

V roce 1991 vznikla akciová společnost Barum Holding (IČO 18559760). Zatímco Barum Otrokovice (vzniklý v roce 1972) později odkoupil koncern Continental, zlínský závod (založený roku 1932 společností Baťa) zůstal ve vlastnictví Barum Holding pod názvem Barumtech, později Beltyr. 
Barum Holding se v roce 1996 přejmenoval na Českou gumárenskou společnost, a.s. V roce 2002 společnost zanikla a její jmění bylo převedeno na společnost Y.R.D.M., a.s. (IČO 26212021) a byla přejmenována na Českou gumárenská společnost a.s.
V roce 2004 společnost odkoupila od Continentalu divizi „AGRO“, čímž získala továrnu v Otrokovicích a osm zahraničních obchodních a výrobních poboček (Mexiko, USA, Rakousko, Německo, Itálie, Francie, Španělsko, Velká Británie), získala také právo používat na zemědělské pláště značky Continental, Semperit a Euzkadi.
V roce 2007 se Česká gumárenská společnost sloučila se společností ČGS a.s. (IČO 27410072) vzniklou v roce 2005. Z této se v roce 2012 do ČGS HOLDING a.s. (24811742) odštěpila část jmění tvořená mj. 100% podílem ve společnosti Mitas a 57,7% ve společnosti Rubena. V tomto roce také společnost získala slovinskou společnost Savatech.
V roce 2015 vlastníci ČGS Holdingu, podnikatelé Tomáš Němec a Oldřich Šlemr, podepsali smlouvu se švédskou společností Trelleborg, podle které mají své podíly podat Trelleborgu za 10,9 mld. švédských korun (přes 31 mld. Kč).
V roce 2023 Trelleborg Group dokončila prodej své obchodní oblasti Trelleborg Wheel Systems společnosti The Yokohama Rubber Co., Ltd. Celková kupní cena činí 2,156 miliardy EUR (přibližně 24,425 miliardy SEK podle dnešního směnného kurzu). Nákupní protihodnota zahrnuje jak kupní cenu a výnos, tak i úpravu pracovního kapitálu.
ČGS Holding provozuje výrobní závody v Česku (Hradec Králové, Náchod, Otrokovice, Praha, Velké Poříčí, Zlín), Chorvatsku (Záhřeb), Mexiku (Silao), Rusku (Jaroslavl), Slovnisku (Kranj, Ptuj), Srbsku (Ruma) a USA (Charles City).